# Danh sách tòa nhà cao nhất Bình Dương

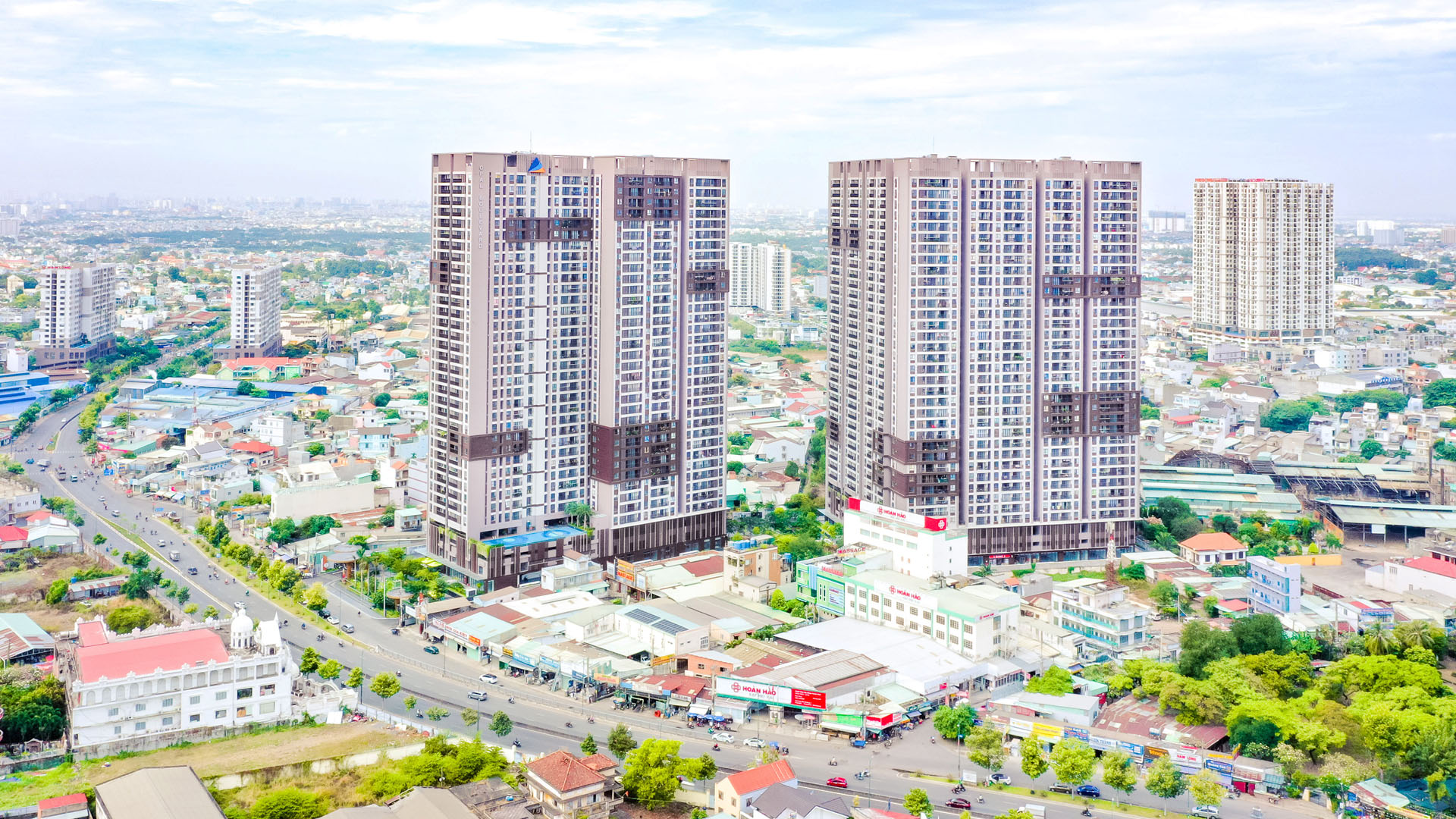
Một góc phường An Bình thuộc thành phố Dĩ An năm 2023 với tòa nhà Opal Boulevard (chính giữa) cao thứ 9 và 10 tại tỉnh Bình Dương.

Đây là Danh sách tòa nhà cao nhất ở Bình Dương được xếp hạng dựa trên chiều cao của tòa nhà (độ cao tính từ chân tòa nhà đến phần cấu trúc cao nhất của tòa nhà). Các tòa tháp chẳng hạn như tháp truyền hình Bình Dương không được coi là một tòa nhà vì chúng không phải là công trình có thể ở được lâu dài, các tòa tháp như thế sẽ không xuất hiện trong bảng xếp hạng này.
Tỉnh Bình Dương hiện có 111 tòa nhà đã hoàn thành (bao gồm 16 tòa nhà trọc trời cao trên 100 mét và 95 tòa nhà cao tầng). Tòa nhà cao nhất Bình Dương hiện tại là Happy One Central cao 146,3m.
| Thành phố   | ≥50m | ≥100m |
| ----------- | ---- | ----- |
| Dĩ An       | 45   | 7     |
| Thuận An    | 35   | 2     |
| Thủ Dầu Một | 29   | 7     |
| Tân Uyên    | 1    | -     |
| Bến Cát     | 1    | -     |

## Hình ảnh đường chân trời tỉnh Bình Dương

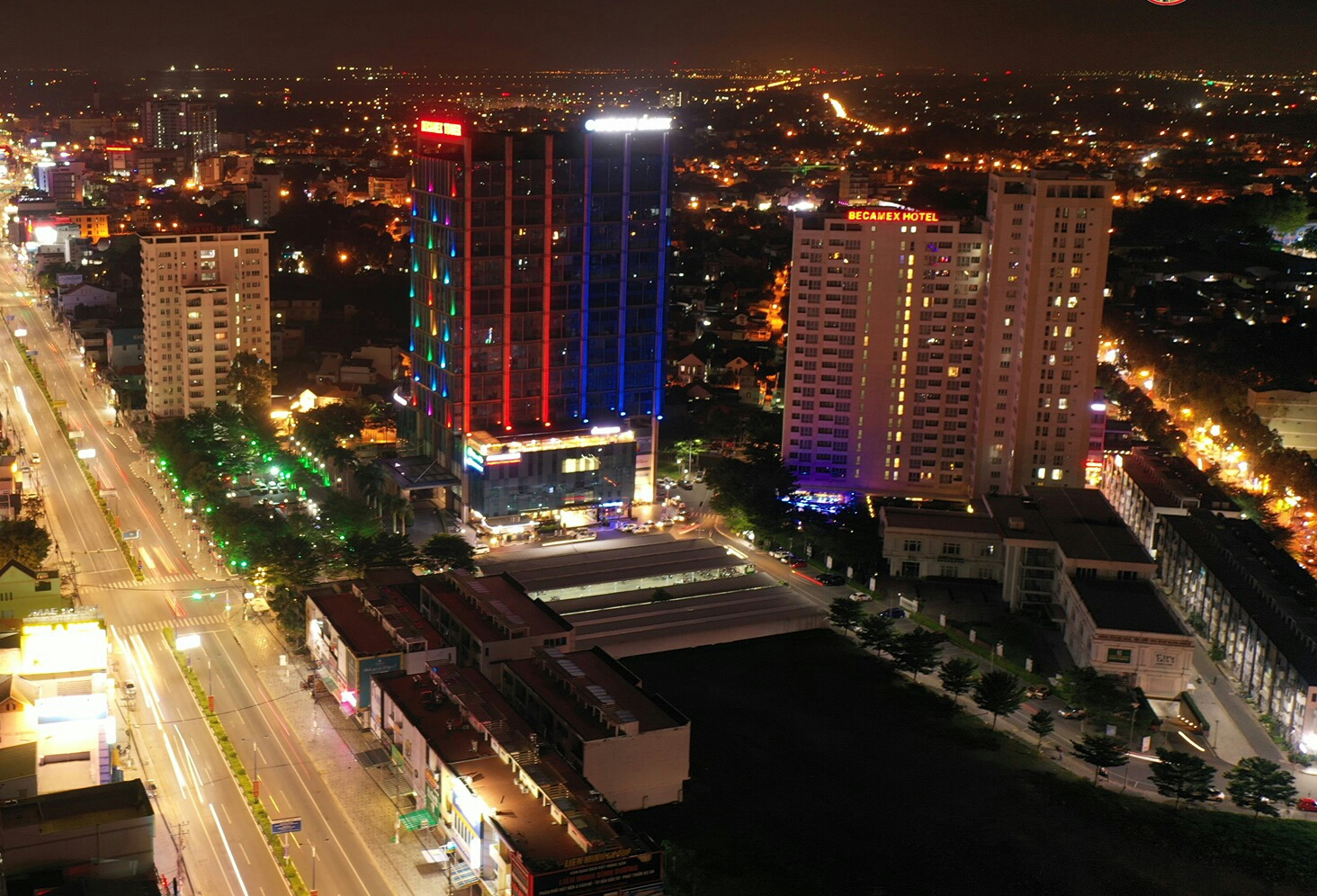
Một góc phường Phú Thọ thuộc thành phố Thủ Dầu Một năm 2021.

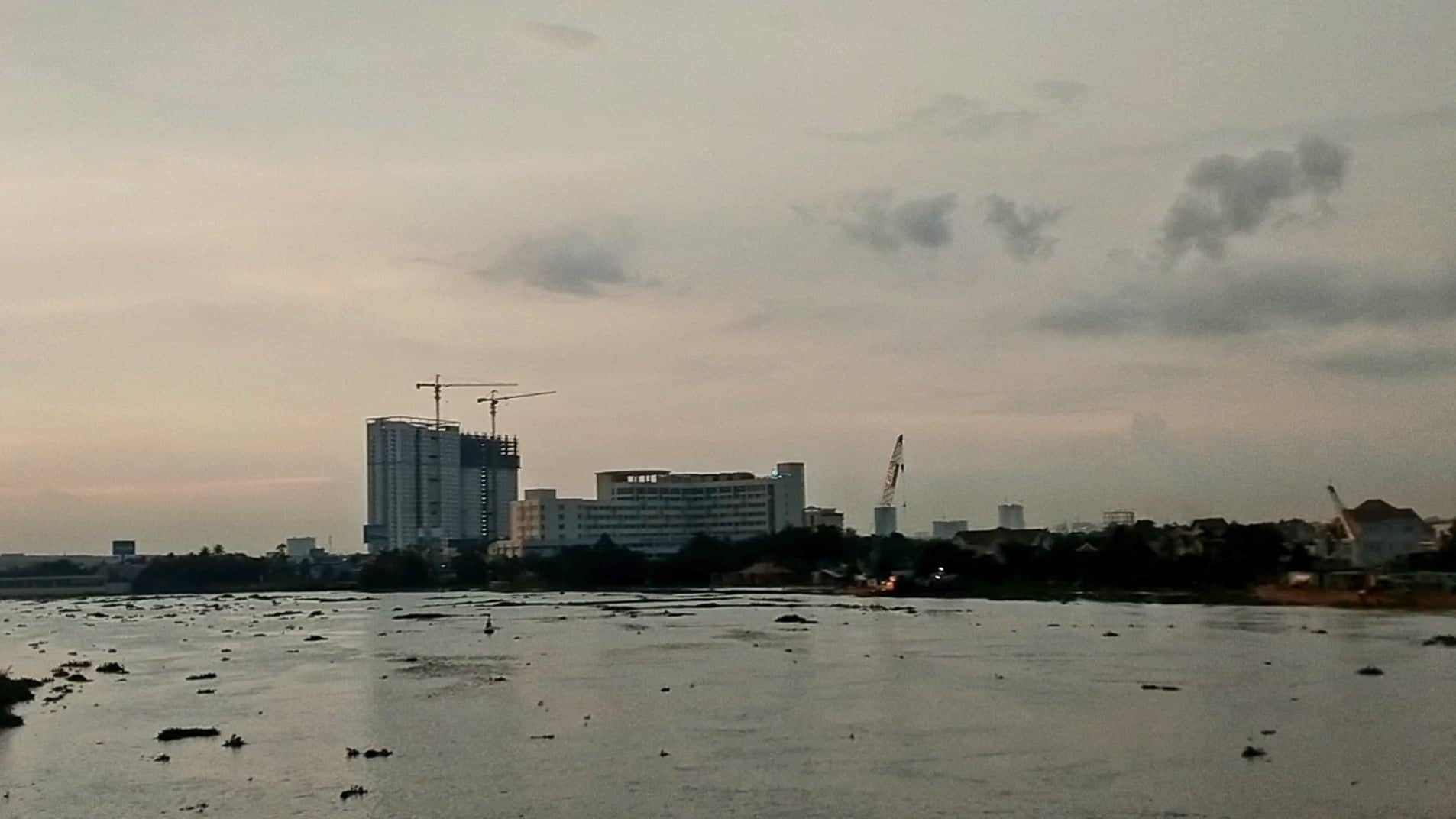
Đường chân trời thành phố Thuận An năm 2022

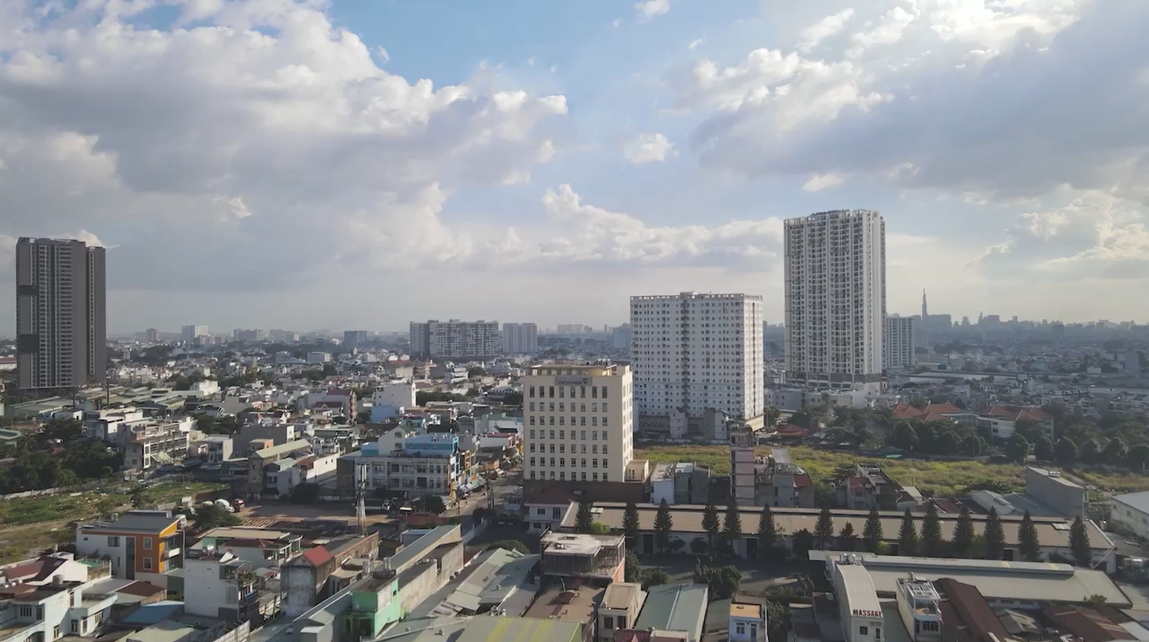
Một góc phường An Bình thuộc thành phố Dĩ An năm 2023.

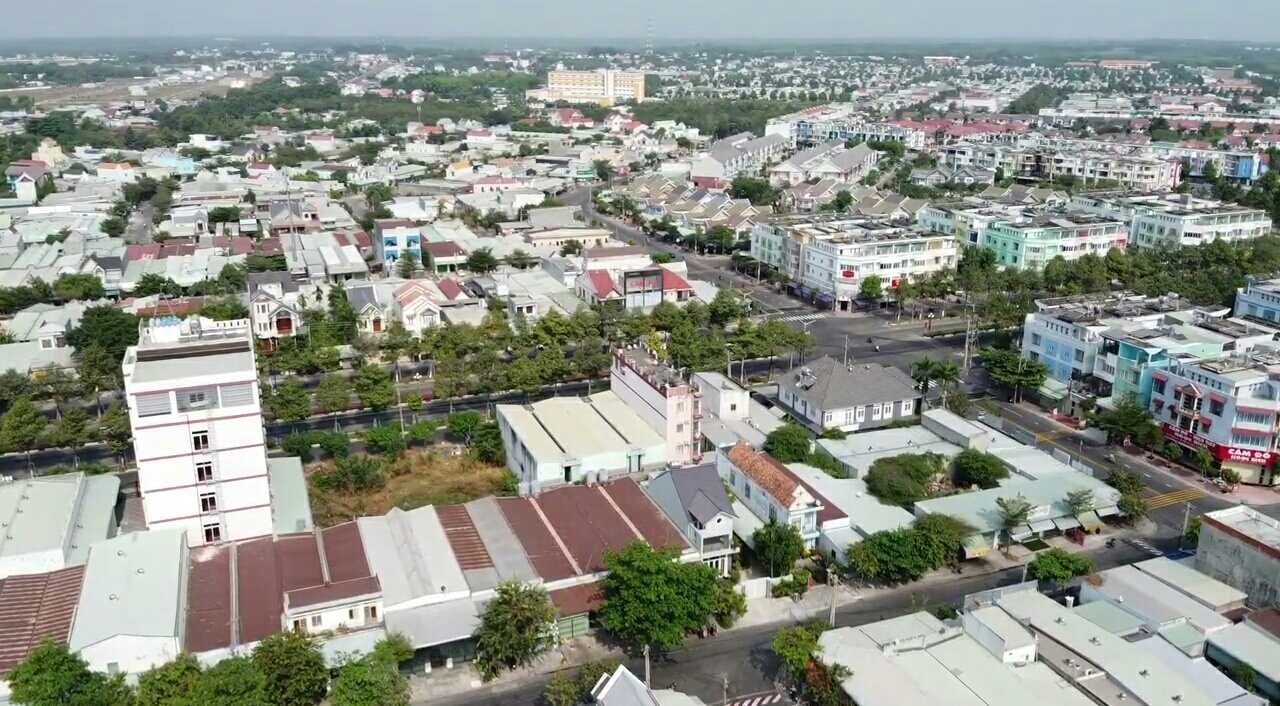
Một góc phường Mỹ Phước thuộc thành phố Bến Cát năm 2022.

## Tòa nhà đã hoàn thành
Dưới đây là danh sách tất cả các tòa nhà tại tỉnh Bình Dương đã hoàn thành hoặc đã cất nóc có chiều cao trên 50 m hoặc trên 15 tầng.
Lưu ý: các mục được in nghiên biểu thị số liệu chiều cao ước tính của tòa nhà đó được tính dựa theo số tầng hoặc theo các tòa nhà trong cùng một tổ hợp
|  | Tòa nhà cao nhất Bình Dương         |
|  | Tòa nhà đã từng cao nhất Bình Dương |
|  | Tòa nhà đã hoàn thành phần thô      |
|  | Tòa nhà đã cất nóc                  |

| Hạng | Tòa nhà                                                      | Hình ảnh                                   | Thành phố, huyện | Phường, xã    | Chiều cao | Tầng          | Hoàn thành    | Ghi chú                                                                                              |
| ---- | ------------------------------------------------------------ | ------------------------------------------ | ---------------- | ------------- | --------- | ------------- | ------------- | --- |
| 1    | Happy One Central Hetia                                      |                                            | Thủ Dầu Một      | Phú Hòa       | 146,3     | 40            | 2024          | Tòa nhà cao nhất Bình Dương                                                                          |
| 2    | Happy One Central Lovie                                      | Thủ Dầu Một                                | Phú Hòa          | 146,3         | 40        | 2024          |               | Tòa nhà cao nhất Bình Dương                                                                          |
| 3    | The Emerald Golf View                                        |                                            | Thuận An         | Lái Thiêu     | 144,1     | 40            | 2023          | Tòa nhà cao nhất thành phố Thuận An                                                                  |
| 4    | HT Pearl A                                                   |                                            | Dĩ An            | Đông Hòa      | 134,7     | 35            | 2023          | Tòa nhà cao nhất thành phố Dĩ An.                                                                    |
| 5    | HT Pearl B                                                   | Dĩ An                                      | Đông Hòa         | 134,7         | 35        | 2023          |               | Tòa nhà cao nhất thành phố Dĩ An.                                                                    |
| 6    | C-Sky View A                                                 |                                            | Thủ Dầu Một      | Chánh Nghĩa   | 125       | 36            | 2022          | Tòa nhà cao nhất thành phố Thủ Dầu Một. Đồng thời, từng cao nhất Bình Dương từ năm 2022 đến năm 2023 |
| 7    | C-Sky View B                                                 |                                            | Thủ Dầu Một      | Chánh Nghĩa   | 125       | 36            | 2022          | Tòa nhà cao nhất thành phố Thủ Dầu Một. Đồng thời, từng cao nhất Bình Dương từ năm 2022 đến năm 2023 |
| 8    | Opal Skyline                                                 |                                            | Thuận An         | Lái Thiêu     | 124,7     | 36            | 2023          | |
| 9    | Opal Boulevard A                                             |                                            | Dĩ An            | An Bình       | 124       | 35            | 2021          | Tòa nhà cao nhất Bình Dương từ năm 2021 đến năm 2022                                                 |
| 10   | Opal Boulevard B                                             |                                            | Dĩ An            | An Bình       | 124       | 35            | 2021          | Tòa nhà cao nhất Bình Dương từ năm 2021 đến năm 2022                                                 |
| 11   | WTC Tower                                                    |                                            | Thủ Dầu Một      | Hòa Phú       | 120       | 30            | 2022          | Thuộc một phần của Trung tâm Thương mại Thế giới Thành phố mới Bình Dương                            |
| 12   | Phú Đông Premier A                                           |                                            | Dĩ An            | An Bình       | 119       | 35            | 2020          | Tòa nhà cao nhất Bình Dương từ năm 2020 đến năm 2021                                                 |
| 13   | Phú Đông Premier B                                           | Dĩ An                                      | An Bình          | 119           | 35        | 2020          |               | Tòa nhà cao nhất Bình Dương từ năm 2020 đến năm 2021                                                 |
| 14   | Trung tâm hành chính Bình Dương A                            |                                            | Thủ Dầu Một      | Hòa Phú       | 104       | 23            | 2014          | Tòa nhà cao nhất Bình Dương từ năm 2014 đến năm 2020                                                 |
| 15   | Trung tâm hành chính Bình Dương B                            | Thủ Dầu Một                                | Hòa Phú          | 104           | 23        | 2014          |               | Tòa nhà cao nhất Bình Dương từ năm 2014 đến năm 2020                                                 |
| 16   | New Lavida                                                   |                                            | Dĩ An            | Tân Đông Hiệp | 102       | 30            | Q4/2024       | Bàn giao quý 4 năm 2024.                                                                             |
| 17   | Diamond Connect                                              |                                            | Dĩ An            | Đông Hòa      | 100       | 28            | 2023          | Tên cũ: Phúc Đạt Tower                                                                               |
| 18   | Bcons Sala                                                   |                                            | Dĩ An            | Dĩ An         | 99,9      | 29            | 2023          | |
| 19   | Green Topaz                                                  |                                            | Dĩ An            | Đông Hòa      | 99,9      | 29            | 2024          | Cất nóc vào ngày 20 tháng 04 năm 2024                                                                |
| 20   | The Maison                                                   |                                            | Thủ Dầu Một      | Phú Thọ       | 99,8      | 29            | 2024          | |
| 21   | Diamond Boulevard                                            |                                            | Thủ Dầu Một      | Phú Thọ       | 99,8      | 30            | 2025          | |
| 22   | Charm Ruby                                                   |                                            | Dĩ An            | Dĩ An         | 99,7      | 31            | 2020          | Thuộc tổ hợp Charm City Bình Dương                                                                   |
| 23   | Charm Sapphire                                               |                                            | Dĩ An            | Dĩ An         | 99,7      | 31            | 2021          | Thuộc tổ hợp Charm City Bình Dương                                                                   |
| 24   | Roxana Plaza A                                               |                                            | Thuận An         | Vĩnh Phú      | 99,5      | 32            | 2022 Trì hoãn | Block A được xây dựng hoàn thành phần thô còn block B được xây dựng khoảng tầng 30 thì bị trì hoãn.  |
| 25   | Roxana Plaza B                                               | Thuận An                                   | Vĩnh Phú         | 99,5          | 32        | 2023 Trì hoãn |               | Block A được xây dựng hoàn thành phần thô còn block B được xây dựng khoảng tầng 30 thì bị trì hoãn.  |
| 26   | Legacy Central A                                             |                                            | Thuận An         | Thuận Giao    | 99,5      | 29            | 2023          | |
| 27   | Legacy Central B                                             |                                            | Thuận An         | Thuận Giao    | 99,5      | 29            | 2023          | |
| 28   | The Rivana A                                                 |                                            | Thuận An         | Vĩnh Phú      | 99        | 28            | 2023          | |
| 29   | The Rivana B                                                 | Thuận An                                   | Vĩnh Phú         | 99            | 28        | 2023          |               | |
| 30   | Honas Residence                                              |                                            | Dĩ An            | Bình An       | 99        | 29            | 2024          | |
| 31   | Bcons Polygon                                                |                                            | Dĩ An            | An Bình       | 99        | 29            | 2024          | |
| 32   | Bcons Garden A                                               |                                            | Dĩ An            | Dĩ An         | 97,9      | 29            | 2022          | Thuộc tổ hợp Bcons Garden                                                                            |
| 33   | Bcons Garden B                                               |                                            | Dĩ An            | Dĩ An         | 97,9      | 29            | 2022          | Thuộc tổ hợp Bcons Garden                                                                            |
| 34   | Bcons Garden C                                               |                                            | Dĩ An            | Dĩ An         | 97,9      | 29            | 2022          | Thuộc tổ hợp Bcons Garden                                                                            |
| 35   | Bcons Garden D                                               |                                            | Dĩ An            | Dĩ An         | 97,9      | 29            | 2022          | Thuộc tổ hợp Bcons Garden                                                                            |
| 36   | Bcons Plaza A-B                                              |                                            | Dĩ An            | Đông Hòa      | 94,2      | 28            | 2023          | |
| 37   | Bcons Plaza C-D                                              | Dĩ An                                      | Đông Hòa         | 94,2          | 28        | 2023          |               | |
| 38   | Phú Đông Sky Garden                                          |                                            | Dĩ An            | An Bình       | 92        | 27            | 2024          | |
| 39   | Bcons Green View A                                           |                                            | Dĩ An            | Đông Hòa      | 91,6      | 27            | 2022          | |
| 40   | Bcons Green View B                                           | Dĩ An                                      | Đông Hòa         | 91,6          | 27        | 2022          |               | |
| 41   | Bcons Miền Đông                                              |                                            | Dĩ An            | Đông Hòa      | 91,3      | 25            | 2021          | |
| 42   | Midori Park The Glory N                                      |                                            | Thủ Dầu Một      | Hòa Phú       | 84        | 24            | 2024          | Giai đoạn 2 phân khu Midori Park thuộc khu đô thị Tokyo Garden City                                  |
| 43   | Midori Park The Glory S                                      |                                            | Thủ Dầu Một      | Hòa Phú       | 84        | 24            | 2024          | Giai đoạn 2 phân khu Midori Park thuộc khu đô thị Tokyo Garden City                                  |
| 44   | Midori Park The View                                         |                                            | Thủ Dầu Một      | Hòa Phú       | 83,8      | 24            | 2020          | Giai đoạn 1 phân khu Midori Park thuộc khu đô thị Tokyo Garden City                                  |
| 45   | Sora Gardens IA                                              |                                            | Thủ Dầu Một      | Hòa Phú       | 82        | 24            | 2015          | Giai đoạn 1 phân khu SORE Gardens thuộc khu đô thị Tokyo Garden City                                 |
| 46   | Sora Gardens IB                                              |                                            | Thủ Dầu Một      | Hòa Phú       | 82        | 24            | 2015          | Giai đoạn 1 phân khu SORE Gardens thuộc khu đô thị Tokyo Garden City                                 |
| 47   | Sora Gardens IIA                                             |                                            | Thủ Dầu Một      | Hòa Phú       | 82        | 24            | 2021          | Giai đoạn 2 phân khu SORE Gardens thuộc khu đô thị Tokyo Garden City                                 |
| 48   | Sora Gardens IIB                                             |                                            | Thủ Dầu Một      | Hòa Phú       | 82        | 24            | 2021          | Giai đoạn 2 phân khu SORE Gardens thuộc khu đô thị Tokyo Garden City                                 |
| 49   | Bcons Bee                                                    |                                            | Dĩ An            | Bình An       | 82        | 24            | 2022          | |
| 50   | Becamex Tower                                                |                                            | Thủ Dầu Một      | Phú Thọ       | 78        | 23            | 2011          | Tòa nhà cao nhất Bình Dương từ năm 2011 đến năm 2014                                                 |
| 51   | Lotus Apartment A                                            |                                            | Dĩ An            | An Bình       | 78        | 23            | 2016          | Tên khác: Chung cư Sen Hồng                                                                          |
| 52   | Lotus Apartment B                                            | Dĩ An                                      | An Bình          | 78            | 23        | 2018          |               | Tên khác: Chung cư Sen Hồng                                                                          |
| 53   | Lotus Apartment C                                            | Dĩ An                                      | An Bình          | 78            | 23        | 2018          |               | Tên khác: Chung cư Sen Hồng                                                                          |
| 54   | Becamex Hotel Thu Dau Mot                                    |                                            | Thủ Dầu Một      | Phú Thọ       | 75        | 22            | 2013          | |
| 55   | Eden Riverside                                               |                                            | Thuận An         | Lái Thiêu     | 75        | 24            | 2021          | |
| 56   | STown Phúc An 1A                                             |                                            | Dĩ An            | Dĩ An         | 74,9      | 23            | 2019          | Thuộc tổ hợp Stown Phúc An                                                                           |
| 57   | STown Phúc An 1B                                             |                                            | Dĩ An            | Dĩ An         | 74,9      | 23            | 2019          | Thuộc tổ hợp Stown Phúc An                                                                           |
| 58   | Compass One                                                  | Bình Dương Stadium 2023.jpg                | Thủ Dầu Một      | Chánh Nghĩa   | 74,9      | 21            | 2020          | |
| 59   | Iris Tower A                                                 |                                            | Thuận An         | Bình Hòa      | 74,9      | 23            | 2022          | |
| 60   | Iris Tower B                                                 |                                            | Thuận An         | Bình Hòa      | 74,9      | 23            | 2022          | |
| 61   | Legend Complex                                               |                                            | Thủ Dầu Một      | Phú Mỹ        | 74,9      | 23            | 2022          | |
| 62   | Tecco Felice Homes                                           | Tecco Felice Homes Thuận An Bình Dương.jpg | Thuận An         | An Phú        | 74,9      | 22            | 2024          | |
| 63   | Tecco Home                                                   |                                            | Thuận An         | An Phú        | 74,5      | 22            | 2022          | |
| 64   | EcoXuân Sky A                                                |                                            | Thuận An         | Lái Thiêu     | 74,3      | 23            | 2019          | Thuộc tổ hợp EcoXuan SkyResidences                                                                   |
| 65   | EcoXuân Sky B                                                | Thuận An                                   | Lái Thiêu        | 74,3          | 23        | 2019          |               | Thuộc tổ hợp EcoXuan SkyResidences                                                                   |
| 66   | EcoXuân Sky C                                                | Thuận An                                   | Lái Thiêu        | 74,3          | 23        | 2022          |               | Thuộc tổ hợp EcoXuan SkyResidences                                                                   |
| 67   | Charm Plaza                                                  | Vincom Dĩ An.jpg                           | Dĩ An            | Dĩ An         | 74        | 23            | 2012          | Thuộc tổ hợp Charm City                                                                              |
| 68   | Samsora Riverside Bara                                       |                                            | Dĩ An            | Bình Thắng    | 72,9      | 23            | 2019          | Thuộc tổ hợp Samsora Riverside                                                                       |
| 69   | Samsora Riverside Sakura                                     | Dĩ An                                      | Bình Thắng       | 72,9          | 23        | 2019          |               | Thuộc tổ hợp Samsora Riverside                                                                       |
| 70   | Samsora Riverside Yuri                                       | Dĩ An                                      | Bình Thắng       | 72,9          | 23        | 2019          |               | Thuộc tổ hợp Samsora Riverside                                                                       |
| 71   | Him Lam Phú Đông                                             |                                            | Dĩ An            | An Bình       | 72        | 21            | 2017          | |
| 72   | Bệnh Viện Đa Khoa Bình Dương A                               |                                            | Thủ Dầu Một      | Định Hòa      | 72        | 19            | 2022          | |
| 73   | Bệnh Viện Đa Khoa Bình Dương B                               |                                            | Thủ Dầu Một      | Định Hòa      | 72        | 19            | 2022          | |
| 74   | Marina Riverside                                             |                                            | Thuận An         | Vĩnh Phú      | 71,9      | 19            | 2019          | |
| 75   | Biconsi Tower                                                |                                            | Thủ Dầu Một      | Phú Lợi       | 70        | 19            | 2020          | |
| 76   | The EastGate A                                               |                                            | Dĩ An            | Đông Hòa      | 70        | 19            | 2022          | |
| 77   | The EastGate B                                               |                                            | Dĩ An            | Đông Hòa      | 70        | 19            | 2022          | |
| 78   | Happy One                                                    |                                            | Thủ Dầu Một      | Phú Hòa       | 69        | 21            | 2021          | |
| 79   | Bcons Suối Tiên                                              |                                            | Dĩ An            | Đông Hòa      | 68        | 20            | 2020          | |
| 80   | Tecco Tower                                                  |                                            | Dĩ An            | Tân Đông Hiệp | 68        | 20            | 2020          | |
| 81   | Citadines Central Binh Duong                                 |                                            | Thuận An         | Hưng Định     | 65        | 19            | 2017          | |
| 82   | The Habitat 2 - B1                                           |                                            | Thuận An         | Bình Hòa      | 63        | 18            | 2020          | Giai đoạn 2 của tổ hợp The Habitat                                                                   |
| 83   | The Habitat 2 - B2                                           | Thuận An                                   | Bình Hòa         | 63            | 18        | 2020          |               | Giai đoạn 2 của tổ hợp The Habitat                                                                   |
| 84   | The Habitat 2 - B3                                           | Thuận An                                   | Bình Hòa         | 63            | 18        | 2020          |               | Giai đoạn 2 của tổ hợp The Habitat                                                                   |
| 85   | The Habitat 3 - C2                                           |                                            | Thuận An         | Bình Hòa      | 63        | 18            | 2024          | Giai đoạn 3 của tổ hợp The Habitat                                                                   |
| 86   | The Habitat 3 - C3                                           |                                            | Thuận An         | Bình Hòa      | 63        | 18            | 2024          | Giai đoạn 3 của tổ hợp The Habitat                                                                   |
| 87   | The Habitat 3 - D1                                           |                                            | Thuận An         | Bình Hòa      | 63        | 18            | 2024          | Giai đoạn 3 của tổ hợp The Habitat                                                                   |
| 88   | The Habitat 3 - D2                                           |                                            | Thuận An         | Bình Hòa      | 63        | 18            | 2024          | Giai đoạn 3 của tổ hợp The Habitat                                                                   |
| 89   | TDC Plaza                                                    |                                            | Thủ Dầu Một      | Hòa Phú       | 62        | 21            | 2013          | |
| 90   | Tòa nhà QT.A1                                                |                                            | Dĩ An            | Đông Hòa      | 61,5      | 15            | 2021          | Tòa nhà Khối hành chính – Nghiên cứu thuộc trường Đại học Quốc Tế, Đại học Quốc Gia TP.HCM           |
| 91   | IJC Aroma A                                                  |                                            | Thủ Dầu Một      | Hòa Phú       | 61        | 17            | 2011          | |
| 92   | IJC Aroma B                                                  |                                            | Thủ Dầu Một      | Hòa Phú       | 61        | 17            | 2011          | |
| 93   | First Home Binh Duong                                        |                                            | Thuận An         | Hưng Định     | 61        | 18            | 2017          | |
| 94   | Star Tower                                                   |                                            | Thuận An         | An Phú        | 61        | 18            | 2020          | |
| 95   | Ventoso Tower 1                                              |                                            | Dĩ An            | Tân Đông Hiệp | 61        | 18            | 2023          | Giai đoạn 1 đã hoàn thành còn giai đoạn 2 vẫn đang là đất trống.                                     |
| 96   | Tòa E ký túc xá Khu B Đại học Quốc gia Thành phố Hồ Chí Minh |                                            | Dĩ An            | Đông Hòa      | 58,5      | 16            | 2013          | Thuộc tổ hợp Khu ký túc xá Đại học Quốc gia Thành phố Hồ Chí Minh.                                   |
| 97   | Tòa F ký túc xá Khu B Đại học Quốc gia Thành phố Hồ Chí Minh |                                            | Dĩ An            | Đông Hòa      | 58,5      | 16            | 2013          | Thuộc tổ hợp Khu ký túc xá Đại học Quốc gia Thành phố Hồ Chí Minh.                                   |
| 98   | Tòa G ký túc xá Khu B Đại học Quốc gia Thành phố Hồ Chí Minh |                                            | Dĩ An            | Đông Hòa      | 58,5      | 16            | 2013          | Thuộc tổ hợp Khu ký túc xá Đại học Quốc gia Thành phố Hồ Chí Minh.                                   |
| 99   | The Habitat 3 - C1                                           |                                            | Thuận An         | Bình Hòa      | 58,4      | 16            | 2024          | Giai đoạn 3 của tổ hợp The Habitat                                                                   |
| 100  | The Habitat 3 - D3                                           |                                            | Thuận An         | Bình Hòa      | 58,4      | 16            | 2024          | Giai đoạn 3 của tổ hợp The Habitat                                                                   |
| 101  | An Bình Plaza                                                |                                            | Dĩ An            | An Bình       | 58        | 17            | 2009          | Tòa nhà cao nhất Bình Dương từ năm 2009 đến năm 2011                                                 |
| 102  | Canary Heights 2B                                            |                                            | Thuận An         | Thuận Giao    | 58        | 17            | 2017          | |
| 103  | The Habitat 1 - A1                                           |                                            | Thuận An         | Bình Hòa      | 58        | 16            | 2017          | Giai đoạn 1 của tổ hợp The Habitat                                                                   |
| 104  | The Habitat 1 - A2                                           | Thuận An                                   | Bình Hòa         | 58            | 16        | 2017          |               | Giai đoạn 1 của tổ hợp The Habitat                                                                   |
| 105  | TC Hotel                                                     |                                            | Thủ Dầu Một      | Hòa Phú       | 57        | 15            | 2023          | Cất nóc từ quý 3 năm 2022                                                                            |
| 106  | Tecco Felice Tower                                           |                                            | Tân Uyên         | Hội Nghĩa     | 55,3      | 16            | 2024          | |
| 107  | New Horizon Bình Dương                                       |                                            | Thủ Dầu Một      | Phú Thọ       | 55        | 16            | 2011          | |
| 108  | Canary Heights 2A                                            |                                            | Thuận An         | Thuận Giao    | 55        | 16            | 2017          | |
| 109  | Canary Heights 2C                                            | Thuận An                                   | Thuận Giao       | 55            | 16        | 2017          |               | |
| 110  | Becamex Vietsing K3                                          |                                            | Thuận An         | An Phú        | 51        | 15            | 2017          | |
| 111  | Trụ sở Công an tỉnh Bình Dương                               |                                            | Thủ Dầu Một      | Chánh Nghĩa   | 51        | 12            | 2020          | |
| 112  | Unico Thăng Long                                             |                                            | Bến Cát          | Tân Định      | 51        | 15            | 2023          | Cất nóc tháng 7 năm 2022, tuy nhiên đã bị trì hoãn từ tháng 4 năm 2023 cho đến nay.                  |

## Các tòa nhà trong tương lai

### Đang xây dựng

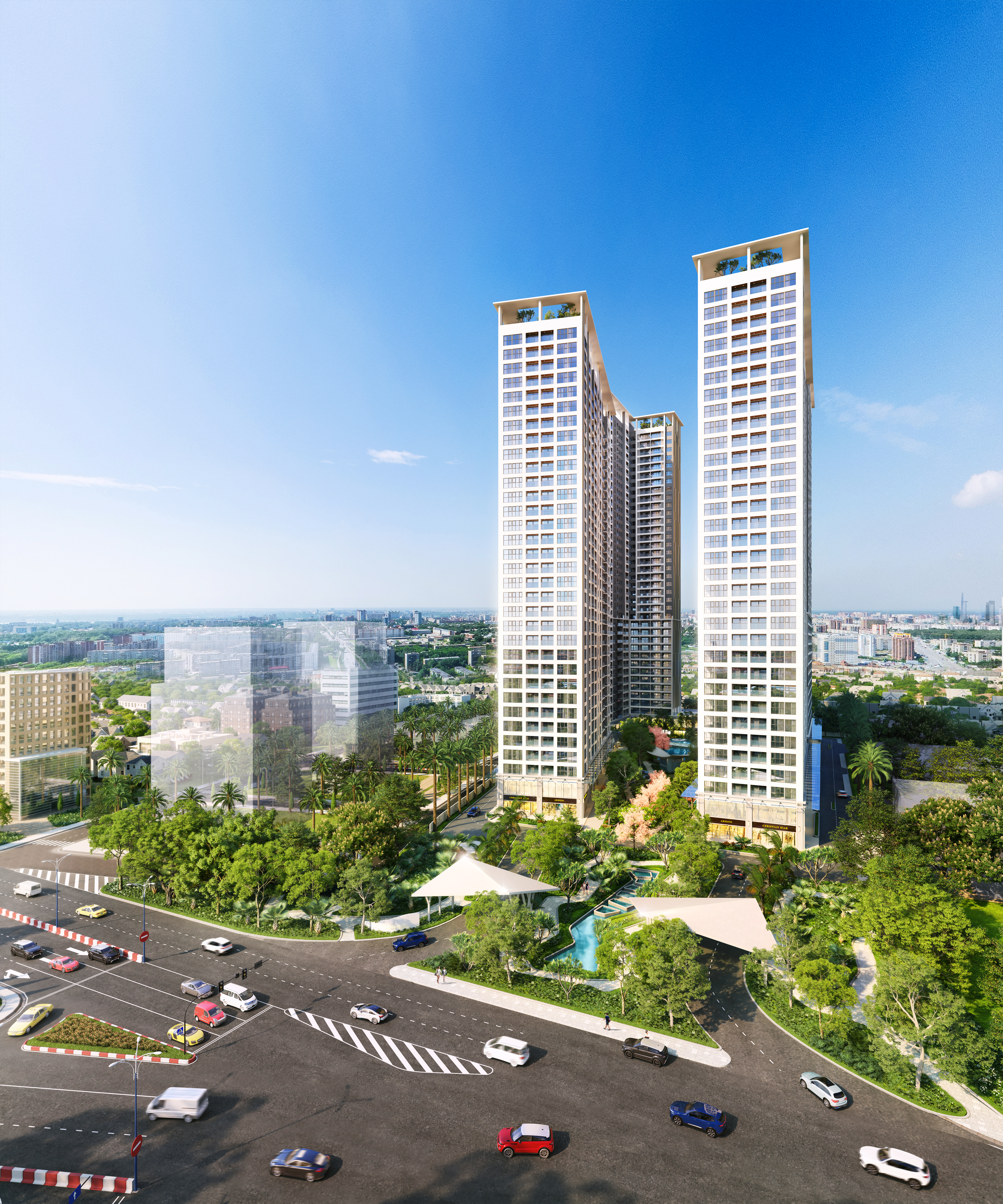
Phối cảnh dự án Lavita Thuận An

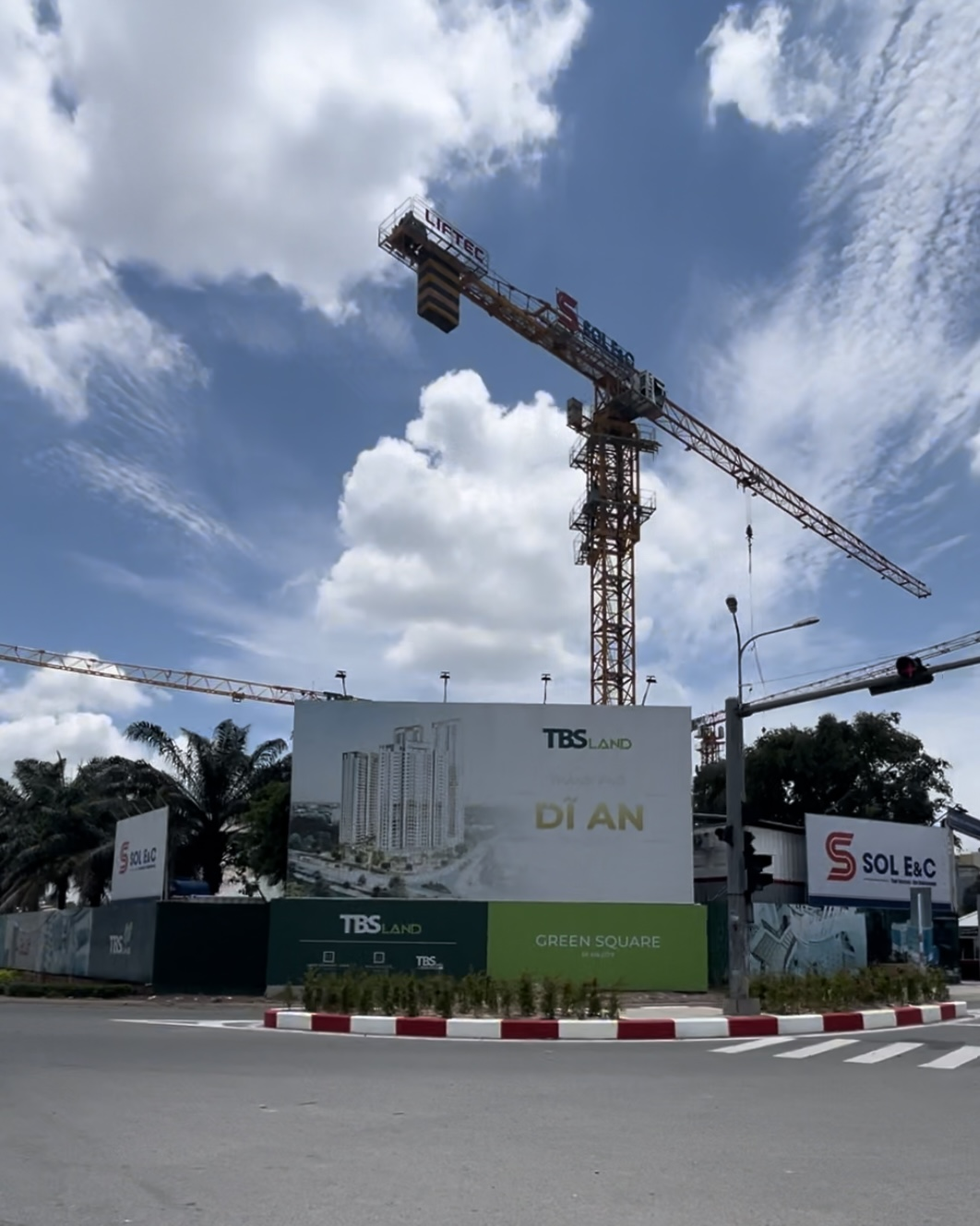
Tiến độ tháng 8 năm 2023 của dự án Green Tower

Phối cảnh tổng khu dự án chung cư Bcons City đường Thống Nhất, Bình Dương

Danh sách sẽ liệt kê các tòa nhà đang xây dựng có chiều cao trên 50 mét.
| Hạng | Tòa nhà                 | Vị trí      | Chiều cao | Số tầng | Dự kiến hoàn thành | Ghi chú                                                                |
| ---- | ----------------------- | ----------- | --------- | ------- | ------------------ | ---------------------------------------------------------------------- |
| 1    | The Virgo               | Thuận An    | 151,9     | 40      | Q4 / 2024          | Thuộc khu zone A tổ hợp Astral City. Dự kiến cất nóc vào tháng 4/2024. |
| 2    | Gió Đông Tower          | Dĩ An       | 143       | 42      | 2025               | Thuộc tổ hợp The Gió Riverside                                         |
| 3    | Gió Nam Tower           | Dĩ An       | 143       | 42      | 2025               | Thuộc tổ hợp The Gió Riverside                                         |
| 4    | The Rigel               | Thuận An    | 141,1     | 40      | Q4 / 2024          | Thuộc khu zone A tổ hợp Astral City. Dự kiến cất nóc vào tháng 2/2024. |
| 5    | The Sirius              | Thuận An    | 141,1     | 40      | Q4 / 2024          | Thuộc khu zone A tổ hợp Astral City. Dự kiến cất nóc vào tháng 2/2024. |
| 6    | The Gemini              | Thuận An    | 141,1     | 40      | Q4 / 2024          | Thuộc khu zone A tổ hợp Astral City. Dự kiến cất nóc vào tháng 4/2024. |
| 7    | The Orion               | Thuận An    | 141,7     | 40      | 2025               | Thuộc khu zone B tổ hợp Astral City                                    |
| 8    | The Capella             | Thuận An    | 141,1     | 40      | 2025               | Thuộc khu zone B tổ hợp Astral City                                    |
| 9    | The Lybra               | Thuận An    | 141,1     | 40      | 2025               | Thuộc khu zone B tổ hợp Astral City                                    |
| 10   | The Vega                | Thuận An    | 141,1     | 40      | 2025               | Thuộc khu zone B tổ hợp Astral City                                    |
| 11   | Lavita Thuận An C       | Thuận An    | 137       | 38      | Q1 / 2024          | Thuộc tổ hợp Lavita Thuận An                                           |
| 12   | Lavita Thuận An D       | Thuận An    | 137       | 38      | Q1 / 2024          | Thuộc tổ hợp Lavita Thuận An                                           |
| 13   | The Emerald 68 A        | Thuận An    | 133       | 39      | 2025               |                                                                        |
| 14   | The Emerald 68 B        | Thuận An    | 133       | 39      | 2025               |                                                                        |
| 15   | Charm Diamond           | Dĩ An       | 122       | 38      | 2024               |                                                                        |
| 16   | Lavita Thuận An A       | Thuận An    | 117,7     | 33      | Q1 / 2024          | Thuộc tổ hợp Lavita Thuận An                                           |
| 17   | Lavita Thuận An B       | Thuận An    | 117,7     | 33      | Q1 / 2024          | Thuộc tổ hợp Lavita Thuận An                                           |
| 18   | New Lavida              | Dĩ An       | 102       | 30      | 2024               |                                                                        |
| 19   | Phú Đông Sky One A      | Dĩ An       | 102       | 30      | 2025               |                                                                        |
| 20   | Phú Đông Sky One B      | Dĩ An       | 102       | 30      | 2025               |                                                                        |
| 21   | LDG Sky Cresent 1       | Dĩ An       | 99,9      | 30      | Q3 / 2023          | Thuộc tổ hợp LDG Sky                                                   |
| 22   | LDG Sky Cresent 2       | Dĩ An       | 99,9      | 30      | Q3 / 2023          | Thuộc tổ hợp LDG Sky                                                   |
| 23   | LDG Sky Elite 1         | Dĩ An       | 99,9      | 30      | Q3 / 2023          | Thuộc tổ hợp LDG Sky                                                   |
| 24   | LDG Sky Elite 2         | Dĩ An       | 99,9      | 30      | Q3 / 2023          | Thuộc tổ hợp LDG Sky                                                   |
| 25   | LDG Sky Sunny           | Dĩ An       | 99,9      | 30      | Q3 / 2023          | Thuộc tổ hợp LDG Sky                                                   |
| 26   | Green Topaz             | Dĩ An       | 99,9      | 29      | 2024               | Thuộc tổ hợp Bcons City                                                |
| 27   | Green Diamond           | Dĩ An       | 99,9      | 29      | 2025               | Thuộc tổ hợp Bcons City                                                |
| 28   | Green Emerald 1         | Dĩ An       | 99,9      | 29      | 2025               | Thuộc tổ hợp Bcons City                                                |
| 29   | Green Emerald 2         | Dĩ An       | 99,9      | 29      | 2025               | Thuộc tổ hợp Bcons City                                                |
| 30   | Green Sapphire 1        | Dĩ An       | 99,9      | 29      | 2025               | Thuộc tổ hợp Bcons City                                                |
| 31   | Green Sapphire 2        | Dĩ An       | 99,9      | 29      | 2025               | Thuộc tổ hợp Bcons City                                                |
| 32   | Green Sapphire 3        | Dĩ An       | 99,9      | 29      | 2025               | Thuộc tổ hợp Bcons City                                                |
| 33   | Diamond Boulevard       | Thuận An    | 99,8      | 30      | 2025               |                                                                        |
| 34   | Honas Residence         | Dĩ An       | 99        | 29      | 2023               |                                                                        |
| 35   | Bcons Polaris           | Dĩ An       | 99        | 29      | 2024               |                                                                        |
| 36   | C River View            | Thủ Dầu Một | 98<       | 29      | 2023               |                                                                        |
| 37   | Phú Đông Sky Garden     | Dĩ An       | 92        | 27      | 2024               |                                                                        |
| 38   | Bcons Polaris           | Dĩ An       | 89        | 26      | 2024               |                                                                        |
| 39   | Midori Park The Glory N | Thủ Dầu Một | 82        | 24      | 2024               |                                                                        |
| 40   | Midori Park The Glory S | Thủ Dầu Một | 82        | 24      | 2024               |                                                                        |
| 41   | Tecco Felice Homes      | Thuận An    | 74,9      | 23      | 2023               |                                                                        |
| 42   | New Galaxy Creative     | Dĩ An       | 69,7      | 19      | 2023               | Thuộc tổ hợp New Galaxy                                                |
| 43   | New Galaxy Funny        | Dĩ An       | 69,7      | 19      | 2023               | Thuộc tổ hợp New Galaxy                                                |
| 44   | New Galaxy Kindly       | Dĩ An       | 69,7      | 19      | 2023               | Thuộc tổ hợp New Galaxy                                                |
| 45   | New Galaxy Lovely       | Dĩ An       | 69,7      | 19      | 2023               | Thuộc tổ hợp New Galaxy                                                |
| 46   | New Galaxy Sporty       | Dĩ An       | 69,7      | 19      | 2023               | Thuộc tổ hợp New Galaxy                                                |
| 47   | New Galaxy Trendy       | Dĩ An       | 69,7      | 19      | 2023               | Thuộc tổ hợp New Galaxy                                                |
| 48   | The Habitat 3 - C2      | Thuận An    | 63<       | 18      | 2023               | Thuộc giai đoạn 3 tổ hợp The Habitat                                   |
| 49   | The Habitat 3 - C3      | Thuận An    | 63        | 18      | 2023               | Thuộc giai đoạn 3 tổ hợp The Habitat                                   |
| 50   | The Habitat 3 - D1      | Thuận An    | 63        | 18      | 2023               | Thuộc giai đoạn 3 tổ hợp The Habitat                                   |
| 51   | The Habitat 3 - D2      | Thuận An    | 63        | 18      | 2023               | Thuộc giai đoạn 3 tổ hợp The Habitat                                   |
| 52   | The Habitat 3 - C1      | Thuận An    | 58,4      | 16      | 2023               | Thuộc giai đoạn 3 tổ hợp The Habitat                                   |
| 53   | The Habitat 3 - D3      | Thuận An    | 58,4      | 16      | 2023               | Thuộc giai đoạn 3 tổ hợp The Habitat                                   |

### Đã lên kế hoạch, phê duyệt, đề xuất
| Hạng | Tòa nhà                | Vị trí      | Chiều cao | Số tầng | Năm  | Trạng thái |
| ---- | ---------------------- | ----------- | --------- | ------- | ---- | ---------- |
| 1    | Athome Diamond A       | Thuận An    | 150       | 40      | 2025 | Kế hoạch   |
| 2    | Athome Diamond B       | Thuận An    | 150       | 40      | 2025 | Kế hoạch   |
| 3    | The Esme A             | Dĩ An       | 143,7     | 39      | -    | Phê duyệt  |
| 4    | The Esme B             | Dĩ An       | 143,7     | 39      | -    | Phê duyệt  |
| 5    | The Esme C             | Dĩ An       | 143,7     | 39      | -    | Phê duyệt  |
| 6    | Bình Dương Tower A-1   | Thuận An    | 133       | 39      | 2025 | Đề xuất    |
| 7    | Bình Dương Tower A-2   | Thuận An    | 133       | 39      | 2025 | Đề xuất    |
| 8    | Bình Dương Tower A-3   | Thuận An    | 133       | 39      | 2025 | Đề xuất    |
| 9    | Bình Dương Tower B-1   | Thuận An    | 133       | 39      | 2025 | Đề xuất    |
| 10   | Bình Dương Tower B-2   | Thuận An    | 133       | 39      | 2025 | Đề xuất    |
| 11   | Bình Dương Tower B-3   | Thuận An    | 133       | 39      | 2025 | Đề xuất    |
| 12   | Picity Sky Park A      | Dĩ An       | 133       | 39      | -    | Đề xuất    |
| 13   | Picity Sky Park B      | Dĩ An       | 133       | 39      | -    | Đề xuất    |
| 14   | Paramount Central A    | Thủ Dầu Một | 119       | 35      | -    | Phê duyệt  |
| 15   | Paramount Central B    | Thủ Dầu Một | 119       | 35      | -    | Phê duyệt  |
| 16   | Paramount Central C    | Thủ Dầu Một | 119       | 35      | -    | Phê duyệt  |
| 17   | Aster Garden Tower A   | Thuận An    | 105       | 31      | -    | Đề xuất    |
| 18   | Aster Garden Tower B   | Thuận An    | 105       | 31      | -    | Đề xuất    |
| 19   | Aster Garden Tower C   | Thuận An    | 105       | 31      | -    | Đề xuất    |
| 20   | Opal Luxury CT1        | Dĩ An       | 102       | 30      | 2025 | Đề xuất    |
| 21   | Opal Luxury CT3        | Dĩ An       | 102       | 30      | 2025 | Đề xuất    |
| 22   | Opal Luxury CT4        | Dĩ An       | 102       | 30      | 2025 | Đề xuất    |
| 23   | Opal Luxury CT5        | Dĩ An       | 102       | 30      | 2025 | Đề xuất    |
| 24   | Opal Luxury CT6        | Dĩ An       | 102       | 30      | 2025 | Đề xuất    |
| 25   | Habitat Grand A        | Thủ Dầu Một | 91        | 24      | -    | Đề xuất    |
| 26   | Habitat Grand B        | Thủ Dầu Một | 91        | 24      | -    | Đề xuất    |
| 27   | Opal Central Park A1-1 | Thuận An    | 85        | 25      | -    | Đề xuất    |
| 28   | Opal Central Park A1-2 | Thuận An    | 85        | 25      | -    | Đề xuất    |
| 29   | Opal Central Park A1-3 | Thuận An    | 85        | 25      | -    | Đề xuất    |
| 30   | Opal Central Park A1-4 | Thuận An    | 85        | 25      | -    | Đề xuất    |
| 31   | Opal Central Park A2-1 | Thuận An    | 85        | 25      | -    | Đề xuất    |
| 32   | Opal Central Park A2-2 | Thuận An    | 85        | 25      | -    | Đề xuất    |
| 33   | Opal Central Park B1-1 | Thuận An    | 85        | 25      | -    | Đề xuất    |
| 34   | Opal Central Park B1-2 | Thuận An    | 85        | 25      | -    | Đề xuất    |
| 35   | Opal Luxury CT2        | Dĩ An       | 75        | 22      | 2025 | Đề xuất    |
| 36   | STown Phúc An 2C       | Dĩ An       | 74,9      | 23      | -    | Phê duyệt  |
| 37   | Thịnh Gia Tower        | Bến Cát     | 72        | 21      | -    | Đề xuất    |
| 38   | Ventoso Tower 2        | Dĩ An       | 61        | 18      | 2024 | Phê duyệt  |

## Đã dừng thi công
| Hạng | Tòa nhà                   | Vị trí      | Chiều cao | Số tầng | Khởi công       | Trì hoãn        | Tiến độ                  |
| ---- | ------------------------- | ----------- | --------- | ------- | --------------- | --------------- | ------------------------ |
| 1    | Green Square A            | Dĩ An       | 119       | 35      | Chưa triển khai | Chưa triển khai | Đất trống                |
| 2    | Green Square B            | Dĩ An       | 119       | 35      | Chưa triển khai | Chưa triển khai | Đất trống                |
| 3    | Icon Plaza                | Thuận An    | 102       | 30      | Chưa triển khai | Chưa triển khai | Đất trống                |
| 4    | Roxana Plaza A            | Thuận An    | 99,5      | 32      | 2018            | 2022            | Hoàn thành phần thô      |
| 5    | Roxana Plaza B            | Thuận An    | 99,5      | 32      | 2018            | 2023            | Hoàn thành phần thô      |
| 6    | Green Square C            | Dĩ An       | 95        | 28      | Chưa triển khai | Chưa triển khai | Đất trống                |
| 7    | Roxana Plaza Office Tower | Thuận An    | 87        | 28      | Chưa triển khai | Chưa triển khai | Chưa giải phóng mặt bằng |
| 8    | Green Square D            | Dĩ An       | 78        | 23      | Chưa triển khai | Chưa triển khai | Đất trống                |
| 9    | IJC Aroma C               | Thủ Dầu Một | 68        | 20      | Chưa triển khai | Chưa triển khai | Đất trống                |
| 10   | IJC Aroma D               | Thủ Dầu Một | 68        | 20      | Chưa triển khai | Chưa triển khai | Đất trống                |
| 11   | TDC Plaza B1              | Thủ Dầu Một | 65        | 19      | 2010            | 2011            | Xong phần ngầm           |
| 12   | TDC Plaza B2              | Thủ Dầu Một | 65        | 19      | 2010            | 2011            | Xong phần ngầm           |
| 13   | TDC Plaza C1              | Thủ Dầu Một | 65        | 19      | 2010            | 2011            | Xong phần ngầm           |
| 14   | TDC Plaza C2              | Thủ Dầu Một | 65        | 19      | 2010            | 2011            | Xong phần ngầm           |

## Mốc thời gian tòa nhà cao nhất
| Số năm cao nhất | Tòa nhà                              | Hình ảnh | Chiều cao (m) | Vị trí      |
| --------------- | ------------------------------------ | -------- | ------------- | ----------- |
| 2023 - Hiện tại | The Emerald Golf View                |          | 144,1         | Thuận An    |
| 2022 - 2023     | C Sky View                           |          | 125           | Thủ Dầu Một |
| 2021 - 2022     | Opal Boulevard                       |          | 124           | Dĩ An       |
| 2020 - 2021     | Phú Đông Premier                     |          | 119           | Dĩ An       |
| 2014 - 2020     | Trung tâm hành chính tỉnh Bình Dương |          | 104           | Thủ Dầu Một |
| 2011 - 2014     | Becamex Tower                        |          | 78            | Thủ Dầu Một |
| 2009 - 2011     | An Bình Plaza                        |          | 68            | Dĩ An       |
| 1938 - 2009     | Tháp đồng hồ Chợ Thủ Dầu Một         |          | 23,7          | Thủ Dầu Một |